# Лангенхорст
Лангенгорст — частина міста Охтруп. Розташована за один кілометр від Охтрупа на Фехте і має сполучення з федеральною трасою 54 (у бік Штайнфурта). Лангенгорст вважається типовим вуличним селом.

## Історія
Місце вперше згадується в документі в 1178 році, коли Франко Веттрінгена заснував і збудував тут монастир на честь Івана Хрестителя. Його збудували на руїнах колишнього замку, тож можна припустити, що місце ще давніше. Сьогодні на цьому місці розташована колегіальна церква Лангенгорста.
Великий вплив монастиря на навколишню місцевість був чудовим. Після заснування монастиря настоятелька Лангенгорста побудувала для свого монастиря власний млин. Вона вимагала від Охтрупа, щоб інші жителі громади також мололи зерно в Лангенгорсті. В результаті плата за шліфування значно зросла. Суперечка тривала до 1735 року, коли нарешті було дозволено побудувати міський млин «на валу в межах Охтрупа». Жителі Лангенхорста не піддалися й домоглися того, що з 1761 р. і до скасування монастиря в 1808 р. громада Охтруп мала щорічно платити 30 талерів як компенсацію. Млин був побудований лише в кінці 19 століття. Знесений у 19 столітті й замінений двома новими (на горі та у Вейнері).
Завдяки великим фінансовим зусиллям жителів Лангенхорста тодішній пастор Теодор Мюрен зміг створити вчительський семінар у 1830 році, щоб забезпечити молодих людей з «усієї Вестфалії навчанням, проживанням і їжею». Пастор Лангенгорста завжди відповідав за проведення цього семінару. З педагогічного коледжу пізніше виріс провінційний заклад глухонімих Лангенхорста. У 1876 році учительському семінару передував підготовчий курс. Зараз у цій будівлі розташований дитячий садок. Оскільки маленьке містечко не могло запропонувати майбутнім учителям достатньо практичних можливостей, католицьку вчительську семінарію було перенесено до Варендорфа в 1882 році, тоді як підготовче відділення залишалося в Лангенгорсті до 1907 року.
1 липня 1969 року Лангенхорст було включено до Охтрупу. 

## Відомі люди
- Вільгельм Вебер (1889–1963), народжений у Лангенхорсті, католицький священик, пастор у Хефелі, був ув’язнений у Мюнстері та в концентраційному таборі Дахау з 1943 по 1945 рік за «поведінку, яка шкодить державі».
- Франц Вебер (1894–1955), народився в Лангенхорсті, юрист і державний секретар у Федеральному міністерстві пошти.

## Варто побачити
- Колегіальна церква Св. Іоанна з 1230 року
- Гребля. Вона в Лангенхорсті має історичне значення і врятувала місто від кількох повеней.
- Старе сховище під назвою Spieker 1905 року
- Колишня підготовча школа для вчителів (сьогодні дитячий садок)

## Клуби та організації
- ТОВ Стрілецький клуб Langenhorst 1651.
- SpVgg Лангенхорст-Вельберген
- Добровільна пожежна частина Охтрупа, підрозділ Лангенхорст
- ASV «Gut Fang» Лангенхорст.

## Дорожній рух
Зупинка Лангенхорст була на залізничній лінії Охтруп-Райне. Залізнична лінія зараз закрита, і тепер на колишній трасі є залізнична велодоріжка, яка є частиною проекту «Тріангель» району Штайнфурт. 
Найближча залізнична станція — станція Охтруп на залізничній лінії Мюнстер–Еншеде.